# Actiniopteris radiata
Actiniopteris radiata là một loài thực vật có mạch trong họ Pteridaceae. Loài này được (Sw.) Link mô tả khoa học đầu tiên năm 1841.

## Hình ảnh

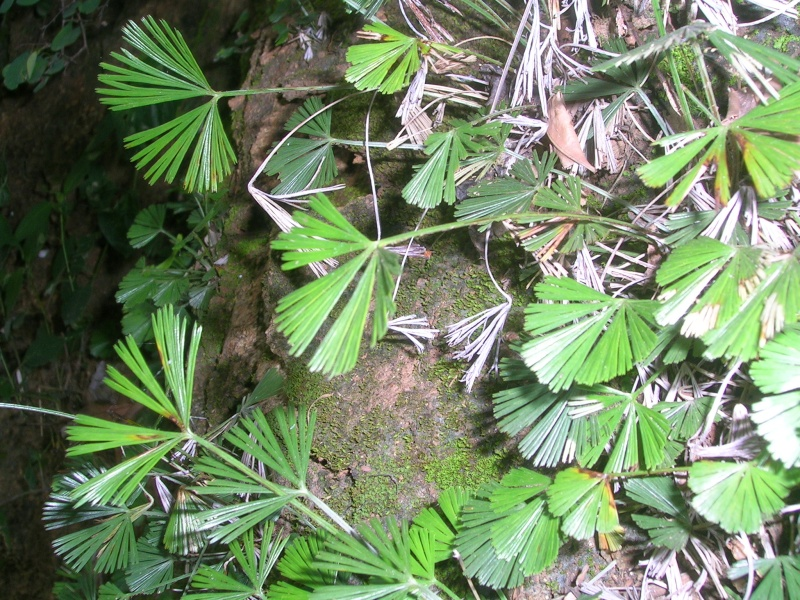